# Diocesi di Abbir Maggiore
La diocesi di Abbir Maggiore (in latino Dioecesis Abbiritana) è una sede soppressa e sede titolare della Chiesa cattolica.

## Storia
Abbir Maggiore, nota nelle fonti romane anche come Abbir Cellense, era un'antica città romana che sorgeva nella provincia romana dell'Africa Proconsolare, nell'attuale Tunisia. Il sito è identificato con Henchir el Khandaq nel governatorato di Zaghouan. La diocesi era suffraganea dell'arcidiocesi di Cartagine.
Sono tre i vescovi che Morcelli attribuisce a questa diocesi: un vescovo Felice partecipò, per parte cattolica, alla conferenza di Cartagine del 411, che vide riuniti assieme i vescovi cattolici e donatisti dell'Africa; un altro vescovo Felice fu tra i prelati cattolici convocati a Cartagine dal re vandalo Unerico nel 484; Adeodato infine partecipò al concilio antimonotelita di Cartagine del 646. Felice II e Adeodato, secondo Mesnage e Audollent, apparterrebbero invece alla diocesi di Abbir Germaniciana; inoltre Audollent attribuisce a questa antica diocesi anche il vescovo Cyprianus Cellensis, che Morcelli, Mesnage e Ferron tuttavia assegnano alla sede di Celle di Proconsolare.
Dal XX secolo Abbir Maggiore è annoverata tra le sedi vescovili titolari della Chiesa cattolica; la sede è vacante dal 15 ottobre 2024.

## Cronotassi

### Vescovi
- Felice I † (menzionato nel 411)
- Cipriano ? † (menzionato nel 484)
- Felice II ? † (menzionato nel 484)
- Adeodato ? † (menzionato nel 646 circa)

### Vescovi titolari
- Louis Van Dyck, C.I.C.M. † (10 agosto 1915 - 4 dicembre 1937 deceduto)
  - John Baptist Hou † (13 febbraio 1940 - 1950 ? deceduto) (vescovo eletto)[2]
- Jan Władysław Oblak † (20 novembre 1961 - 13 aprile 1982 nominato vescovo di Varmia)
- Bernard Henri René Jacqueline † (24 aprile 1982 - 26 febbraio 2007 deceduto)
- Thaddeus Cho Hwan-Kil (23 marzo 2007 - 4 novembre 2010 nominato arcivescovo di Daegu)
- Miguel Olaortúa Laspra, O.S.A. † (2 febbraio 2011 - 1º novembre 2019 deceduto)
- Michael Andrew Gielen (6 gennaio 2020 - 21 maggio 2022 nominato vescovo di Christchurch)
- Ruben Caballero Labajo (23 giugno 2022 - 15 ottobre 2024 nominato vescovo di Prosperidad)